# Heilóti

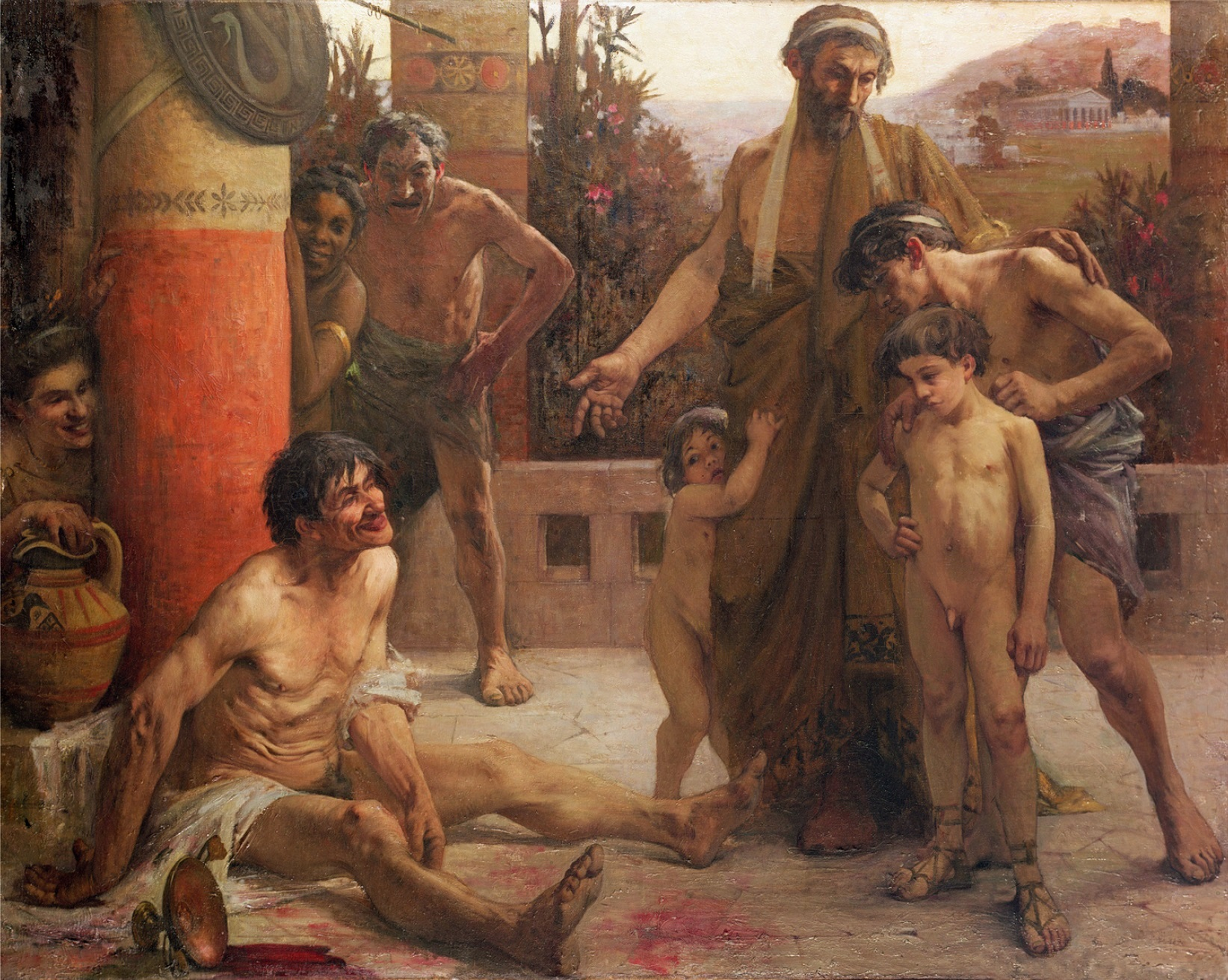
Heilóti

Jako heilóti byla v období starověkého Řecka nazývána skupina nesvobodných obyvatel z Lakónie a Messénie (části Sparty). Jejich přesný status je předmětem sporů. Šlo o jakýsi zvláštní, „svobodnější“ druh otroků sloužících spartskému městskému státu jako rolníci – zásobovači potravin. Někdy se jejich postavení přirovnává k statusu nevolníků. Žili na venkově a byli svázáni s půdou. Oproti běžným otrokům v jiných poleis měli heilóti několik výhod. Žili v rodinných společenstvech, nemohli být prodáni ani koupeni, odváděli „pouze“ 50 % své úrody Sparťanům, zbytek si nechávali a mohli zpeněžit. Početně daleko převyšovali populaci svobodných Sparťanů. Chování Sparťanů k heilótům zřejmě nebylo tak kruté, jak se občas uvádí, ale nejspíše se postupně zhoršovalo, především od druhé poloviny 5. století př. n. l. Sparťani heilóty rituálně ponižovali, někdy zabíjeli, a dokonce jsou zaznamenány velké masakry heilótů (roku 425 př. n. l. bylo pobito 2000 heilótů, když jim byla předtím naoko udělena svoboda). V rámci rituálu zvaného krypteia byla heilótům oficiálně vypovídána válka. Zvláštní oddíly jen minimálně ozbrojených mladých spartských mužů se ve dne ukrývaly poblíž heilótských osad a v noci pak Sparťané osady přepadali a zabíjeli obyvatele. Heilóti sloužili Sparťanům i jako pomocné sbory ve vojsku (často nosiči výstroje a zásob) a pravděpodobně tvořili i doprovod legendárních 300 Sparťanů v bitvě u Thermopyl (480 př. n. l.).
Podobný status jako heilóti měly některé skupiny obyvatel ve starověké Thesálii, na Krétě a na Sicílii.